# 이나리야마정
이나리야마정(稲荷山町)은 나가노현 사라시나군에 있던 정이다. 현재의 지쿠마시에 해당한다.

## 역사
- 1889년 4월 1일 - 정촌제 시행에 의해 사라시나군 이나리야마정이 단독으로 자치체를 형성하였다.
- 1955년 
  - 4월 1일 - 구와바라촌과 신설합병해 이나리야마구와바라정이 성립하였다
  - 12월 1일 - 다시 이나리야마정으로 개칭되었다.
- 1959년 6월 1일 - 야와타촌, 하니시나군 야시로정·하뉴정과 신설합병해 고슈쿠시가 성립하여, 동일 이나리야마정은 폐지되었다.

## 교통

### 철도
- 일본국유철도
  - 시노노이선 (정내에는 통과했었으나 역은 설치되지 않았다.)

### 도로
- 국도 제403호선